# Тоні Романо
Тоні Романо (англ. Tony Romano; 26 вересня 1915 — 4 березня 2005) — американський джазовий гітарист і співак. Він виступав на радіопрограмах та в голлівудських мюзиклах у 1930-х, 40-х та 1950-х роках. Став найбільш відомим як музичний акомпаніатор Боба Хоупа та Френсіс Ленгфорд під час їхніх гастролей USO під час Другої світової, Корейської та В'єтнамської війн.

## Життєпис
Романо народився в Мадері, штат Каліфорнія, один із дев'яти дітей італійського шевця-іммігранта. За словами Романо, його батько грав на скрипці та гітарі, а вся родина була музичною. Він сказав: "У нашій родині, якщо ти не співав, ти не їв". 
У молодості Тоні грав на скрипці, але взявся за гітару, натхненний грою Едді Ланга. У 17 років Романо переїхав до Голлівуду, де вчився на гітарі у гітариста студії Paramount Джорджа Сміта. 

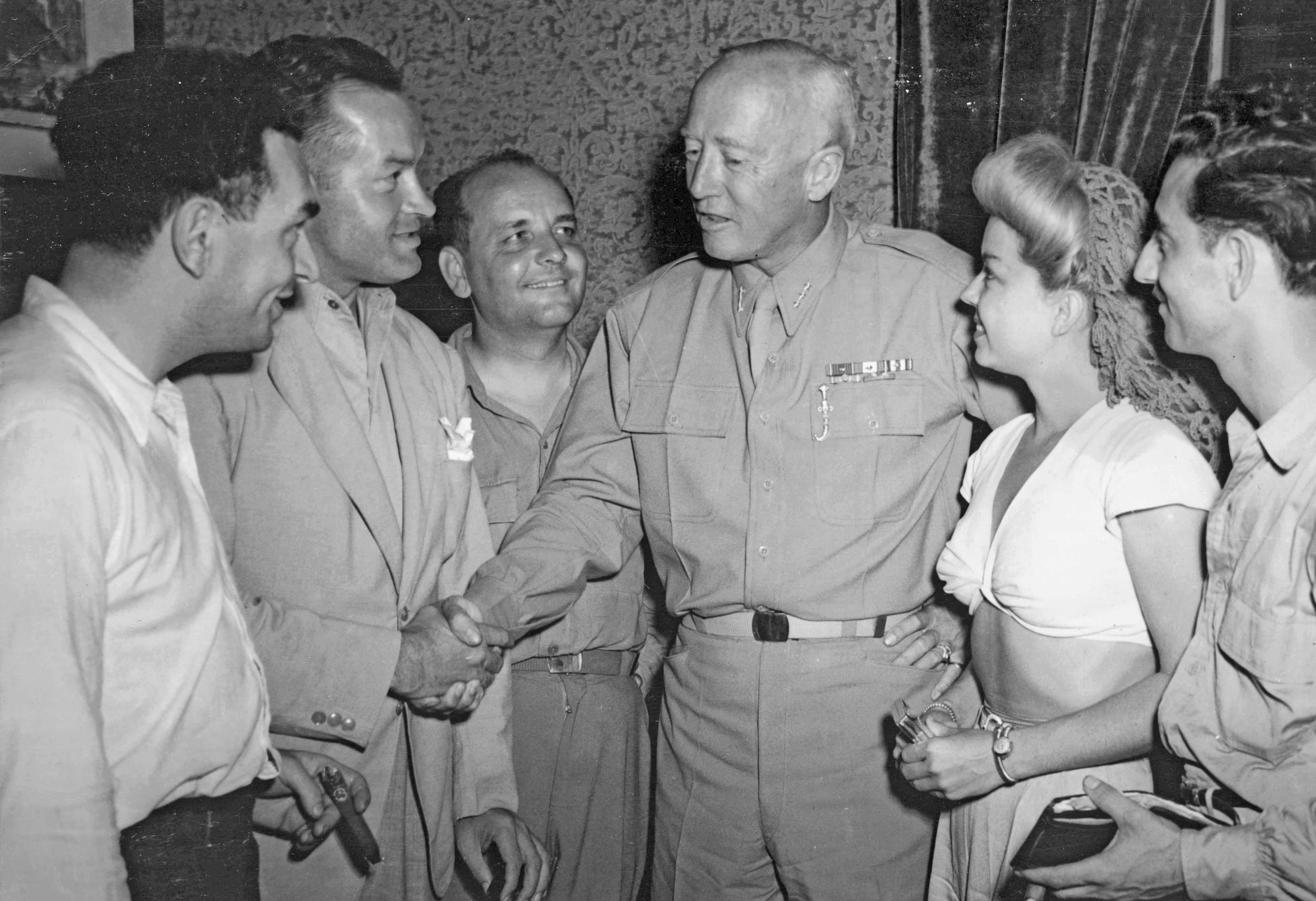
Романо (справа) з Хал Блок, Боб Хоуп, Барні Дін, Джордж Паттон та Френсіс Ленгфорд під час Другої світової війни

Романо побудував кар'єру гітариста і співака для радіопрограм та голлівудських кінопродукцій у 1930-х. Спочатку працював над радіопрограмою «Аль Пірс», потім у «Брати Уорнер», де складав аранжування для Діка Пауелла. Оркестр Романо зі 16-ти учасників був повнометражним колективом для радіошоу "Море Амстердама" та "Мейбл Тодд". Тоні Романо працював  також на хіт-параді «Lucky Strike», в "20th Century Fox" та пізніше в радіошоу «Pepsodent» для NBC.
У вересні 1942-го Боб Хоуп попросив Романо супроводжувати його в його першому турі USO, щоб розважати війська на базах на Алясці та алеутів. Хоуп уже співпрацював зі співачкою Френсіс Ленгфорд та коміком Джеррі Колонном, але потребував музиканта і попросив рекомендації Колонна. Колонн сказав: "Забери Тоні Романо. У цьому ділі — найкраща гітара". 
Четвірка Хоупа, Лангфорд, коміка Джека Пеппера і Романо виступала в Англії, Сицилії, Північній Африці та на півдні Тихого океану під час Другої світової війни. Вони також гастролювали у 1948 році під час Берлінського авіаліфту та в Кореї в 1950-х. Під час війни у В'єтнамі Романо без Хоупа супроводжував Ленфорд у турах США та Південно-Східною Азією. 
Між турами з USO, Романо виступав у кількох програмах, включаючи радіо-шоу Джека Карсона і записав власну музику (його запис "Знімки з падіння в Алабамі" був хітом у 1956 р.), а також аранжував пісні для Джонні Мерсера, Бінга Кросбі та інших. 
Романо був одружений на співачці / актрисі Барбарі Хайден. Вони мали двоє дітей (Річард Нілс та Ліза Хейден-Міллер). Романо був одружений з Евелін Коллетт з 1964 року до смерті у 2005. Мали одну дитину (Регіна Марі Романо Діз). 